# 夏尔-欧仁·德洛奈
夏尔-欧仁·德洛奈（法語：Charles-Eugène Delaunay，法語發音：[ʃaʁl øʒɛn dəlonɛ]；1816年4月9日—1872年8月5日）是一位法国天文学家暨数学家。他對月球运动的研究对促进行星运动及数学理论的发展起到了非常重要的作用。

## 生活
1816年4月9日，他出生在法国的巴尔斯河畔吕西尼，是雅克-于贝尔·德洛奈（Jacques‐Hubert Delaunay ）和卡特琳·舒瓦瑟拉（Catherine Choiselat）的儿子，曾在巴黎大学师从让-巴蒂斯特·毕奥。他将月球力学视作三体问题的一个特例来研究，在1860年和1867年先后就该科题发表过两卷篇幅分别为900页的著作。该研究揭示出系统中的混沌，清晰地表明了微扰理论中所谓的“细微共性”问题。他的摄动理论表达式对查找月球的交汇位置太慢，不具有实用性，但可促进泛函分析和代数计算的发展。
1870年，德洛奈成为巴黎天文台台长，但二年后，即1872年8月5日，他在法国瑟堡附近的一次划船事故中，不幸意外溺水而亡。

## 荣誉
- 法兰西科学院院士,（1855年）[5]
- 英国皇家天文学会金质奖章,（1870年）[6]
- 他的名字是埃菲尔铁塔上所刻的72人列表之一。

## 备注
1. ↑  . MNRAS. February 1873, 33: 203–209  [2017-11-23]. Bibcode:1873MNRAS..33..190.. doi:10.1093/mnras/33.4.190. （原始内容存档于2021-04-24）.
2. ↑  Hockey, Thomas. . Springer Publishing. 2009  [August 22, 2012]. ISBN 978-0-387-31022-0. （原始内容存档于2014-07-14）.
3. 1 2  O'Connor & Edmund
4. ↑  R. Pavelle, M. Rothstein and J. Fitch, "Computer Algebra", Scientific American, 245 (6), pp.102-113  (December 1981)
5. ↑  [Anon.] （2001）
6. ↑   (PDF), Royal Astronomical Society,   [4 November 2014], （原始内容 (PDF)存档于2015年9月24日）

### 德洛奈的著作
- 夏尔-欧仁·德洛奈.  第8版. 1874年 [1850年].
- —.  第5版. 1870年 [1853].
- —.  第4版. 1873年 [1856].
- —.  第1卷. 1860年.
- —.  第2卷. 1867年.
- —. . 1866年.
- —. . 1867年.

### 关于德洛奈
- [Anon.] (2001) 《夏尔-欧仁·德洛奈》, 不列颠百科全书, 特藏版 CD-ROM
- 約翰·J·奧康納; 埃德蒙·F·羅伯遜, ,  （英语）